# ميخائيل قود
ميخائيل قود (بالإنجليزية: Michael Good)‏ هو لاعب كرة قدم بريطاني (وحمل سابقاً جنسية المملكة المتحدة لبريطانيا العظمى وأيرلندا) في مركز الوسط، ولد في 1 يوليو 1875 في المملكة المتحدة. لعب مع برايتون أند هوف ألبيون وبرمنغهام سيتي وبريستون نورث إيند ونادي بريستول سيتي ونادي ريدنغ ونادي واتفورد ونادي أردريونيانز وSouthern United F.C. (England) ‏.